# Сопор
Сопор је тежи облик поремећаја свести у којем долази до немогућности опажања и мишљења. Особа у стању сопора може се дозвати свести само краткотрајно и јаким стимулусима (шамар, убод иглом, поливање водом). Кад изађе из овог стања, појединац обично има потпуну или делимичну амнезију у вези са догађајима за време сопора. Такође, назив за дрогу, депресор ЦНС-а, метакуалон.